# A.N.F. Les Mureaux 120
L'A.N.F. Les Mureaux 120 est un avion de reconnaissance français de l'entre-deux-guerres, dont un unique prototype fut construit en 1931.
Triplace en tandem, c'était un monoplan bimoteur de construction entièrement métallique à aile haute et train d'atterrissage classique fixe. Les moteurs étaient suspendus sous la voilure, fixés sur les jambes principales du train d'atterrissage.